# 亞伯拉罕·范海辛
亞伯拉罕·凡赫辛（英語：Abraham Van Helsing，或譯为范海辛、赫尔辛柯），小說《德古拉》的人物之一，是后世吸血鬼猎人原型的重要角色。为荷蘭人，是西华医师的恩师，本身也是精神病理学家，也同时有哲学文学双博士学位。:180-181其人物原型为布兰佩斯大学负责教东洋语言学的阿米纽斯·范贝利教授。:44-45除了是醫生，另一个最著名的身分是吸血鬼獵人，以捕杀吸血鬼为使命。
推测为“范海辛”这个名字初次出现。（1992曾改编电影—吸血鬼：真爱不死）

## 人物特征
其样貌特征为，胸膛厚实、颈脖粗壮。体格身材中等结实。头发红色且向后梳，头颅像铁块和前额开阔。眉毛浓而粗且下颚有力，虹膜碧绿。:180-181

## 经历
范海辛教授受西华医师邀请，为露西看诊，然后发现露西被吸血鬼吸血。所以他就奔走在英国和荷兰之间，为了找帮露西的方法。虽然最后还是被德古拉伯爵得逞，露西还是变成了吸血鬼。之后教授协同亞瑟·霍姆華德、昆西·莫里斯、西华医师一起消灭已经变成吸血鬼的露西，并会同喬納森·哈克、米娜·哈克等众人力量对抗伯爵。教授先是跟踪德古拉伯爵，后破坏伯爵在英国的秘密居所，接着追击德古拉到外西凡尼亚，最终消灭吸血鬼德古拉。:180-181

## 文學

### 小說
- 德古拉 (小說)
- 屍者的帝國

### 小說家
- 布拉姆·斯托克
- 彼得·庫欣

### 漫畫
- 血色十字架～至死方休的糾纏～ ，原作：前田荣、作画：根岸京子，月刊《WINGS》（新書館）2004年5月号開始連載，全1冊。
- 厄夜怪客，作者：平野耕太，全10卷。
- 凡赫辛~Darkness Blood~，原作：河田雄志、作畫：行徒，全3卷。
- 吸血鬼馬上死，作者：盆之木至，連載中。

## 影視

### 電影
- 《诺斯费拉图：夜晚的幽灵》（1979年电影）
- 《吸血惊情四百年》（1994年电影）
- 《范海辛》（2004年电影）
- 《范海辛：伦敦任务》（2004年电影）
- 《Vamps》（2010年电影)